# Winthemia testacea
Winthemia testacea är en tvåvingeart som beskrevs av Robineau-desvoidy 1863. Winthemia testacea ingår i släktet Winthemia och familjen parasitflugor.
Artens utbredningsområde är Tyskland. Inga underarter finns listade i Catalogue of Life.